# Liste der Naturdenkmale in Anröchte
Die Liste der Naturdenkmale in Anröchte nennt die Naturdenkmale in Anröchte im Kreis Soest in Nordrhein-Westfalen.

## Naturdenkmale
| Nummer       | Bezeichnung                          | Gemarkung   | Lage                                                                                          | Bemerkung | Bild                                        |
| ------------ | ------------------------------------ | ----------- | --------------------------------------------------------------------------------------------- | --------- | ------------------------------------------- |
| 1.001        | 1 Linde                              | Altengeseke | Am Kirchplatz 6, Auf dem Kirchhof (51° 33′ 22,1″ N, 8° 14′ 54,7″ O)                           |           | Linde auf dem Kirchhof                      |
| 1.002        | 3 Linden                             | Altengeseke | An der L 747 (51° 33′ 29,7″ N, 8° 14′ 56,6″ O)                                                |           | 3 Linden                                    |
| 1.003        | 1 Linde                              | Anröchte    | Vor der Gemeindeverwaltung (51° 33′ 34,4″ N, 8° 19′ 43,3″ O)                                  |           | Linde vor dem Rathaus                       |
| 1.004        | 1 Linde                              | Berge       | Kriegerdenkmal „Am Brink“ (51° 34′ 11,8″ N, 8° 22′ 18,3″ O)                                   |           | Linde in Berge                              |
| 1.005        | 1 Linde                              | Effeln      | Marktstraße 17 (51° 31′ 26,5″ N, 8° 21′ 34,7″ O)                                              |           | Linde in Effeln                             |
| 1.006        | 2 Linden                             | Mellrich    | Mittelstraße 18 (51° 32′ 32″ N, 8° 17′ 28,4″ O)                                               |           | 2 Linden                                    |
| 1.007        | 1 Linde                              | Uelde       | Poststraße 3 (51° 31′ 1,2″ N, 8° 19′ 8,2″ O)                                                  |           |                                             |
| LP II 2.3.6  | 5 Linden mit Umgebung                | Anröchte    | Flur 11, Flurstück 147 an der Frankenkapelle östl. Anröchte (51° 33′ 35,8″ N, 8° 21′ 20,3″ O) |           | 5 Linden mit Umgebung an der Frankenkapelle |
| LP II 2.3.11 | Eiche                                | Anröchte    | Flur 2, Flurstück 379 ()                                                                      |           |                                             |
| LP II 2.3.12 | Kopfweidenreihe                      | Anröchte    | Flur 2, Flurstück 137 an der B55 „Im Hüttenbrink“ ()                                          |           |                                             |
| LP II 2.3.13 | Baumgruppe aus 4 Linden am Reuterhof | Anröchte    | Flur 1, Flurstück 240 ()                                                                      |           |                                             |